# Triskelion

Triskelion se zbrojí na znaku a vlajce Ostrova Man

Triskelion (nebo triskele, z řeckého τρισκελης - triskelés, „trojnohý“) je symbol pohybu, skládající se ze tří do sebe zapadajících spirál nebo tří ohnutých (kopajících) lidských nohou nebo obecněji ze tří vířivých proudů či jakýkoliv podobný symbol se třemi shodnými, do sebe zapadajícími prvky nebo výčnělky jevící rovnováhu a vzájemné spojení symetrii cyklické grupy C3. Je speciálním případem trigramu.
Triskelion či přesněji trikvetra (česky trojnoží) je symbolem nezávislosti země Bretaně, Sicílie (její nohy symbolicky kopou do Evropy, Asie i Afriky) a ostrova Man; sicilský a manský triskelion se vyznačuje třema běžícíma nohama ohnutýma v koleni, spojenýma ve středu. Vztah triskelionu složeného z nohou a jiných variant není jasný. Spirální triskele je často zařazována mezi sluneční symboly, na druhou stranu triskelion s nohama má občas v centrálním spojovacím bodě masku gorgony nebo v sicilské verzi hlavu Medúsy, což naznačuje spíše podsvětní význam.

## Původ
Triskelion se objevuje v řadě raných kultur, například na mykénských plavidlech, na mincích z Lycie a statérech z Pamphylie (v Aspendosu, 370–333 př. n. l.) a Pisidie. V Anatolii je znám také symbol čtyř spojených nohou – tetraskelion. Keltského vlivu v Anatolii, ztělesněného Galy, kteří napadli a obsadili Galatii, si všímají zvláště ti studenti, kteří upřednostňují keltský původ triskelionu. Trikvetatra je symbolem keltského boha moře Manannána a v germánském symbolismu boha Thóra.

## Keltský triskeles

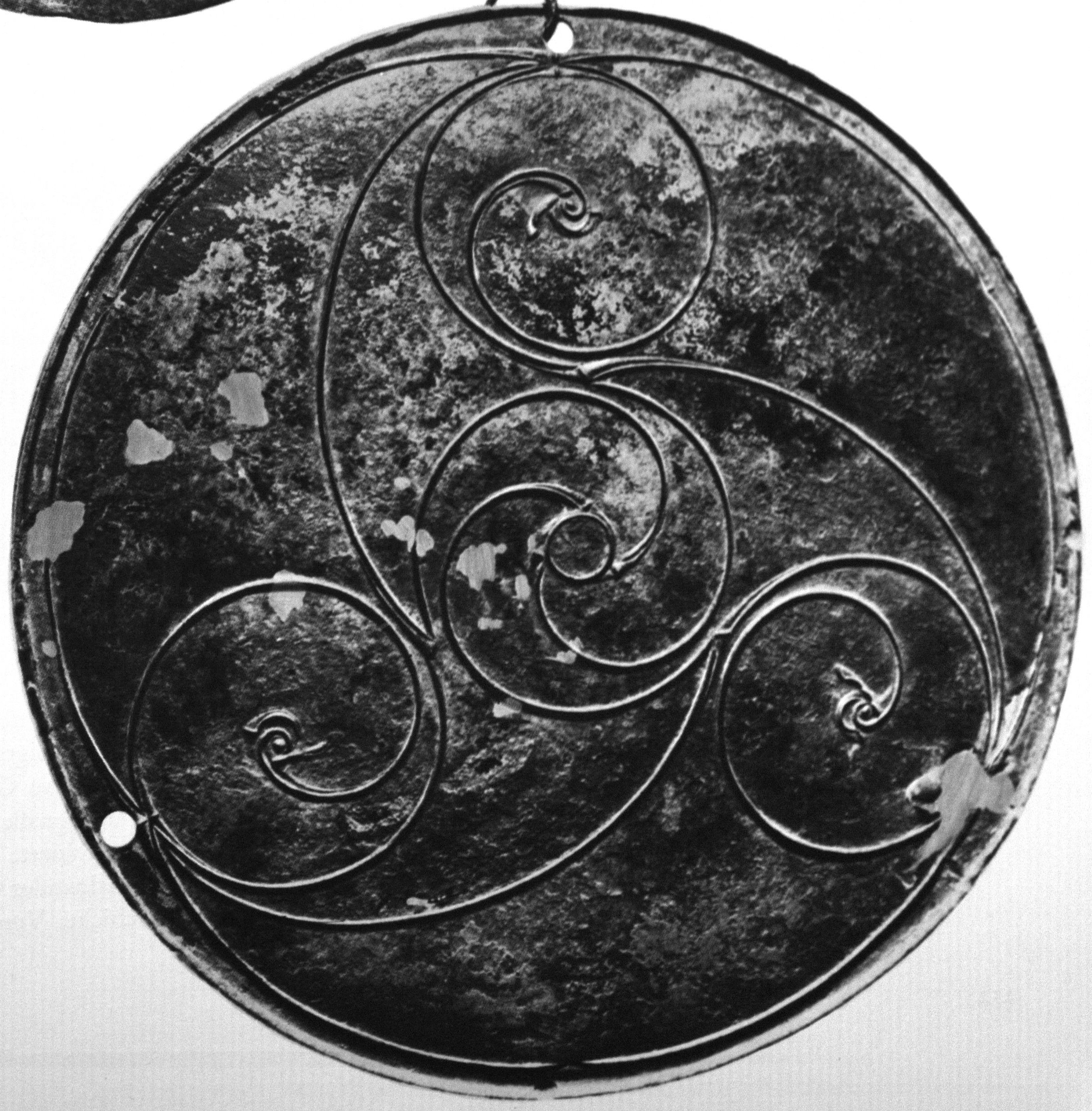
Keltský triskeles na broznovém disku z doby železené, Longban Island, Derry

Označován rovněž jako triquetrum je jedním z nejužívanějších motivů keltského umění. Tři otáčející se (většinou) zahnutá ramena jsou zde stejně jako svastika slunečním symbolem; často se vyskytuje na mincovních obrazech ve spojení především s koněm.

## Sicilský triskelion

Vlajka Sicílie s oživeným symbolem trinacria

Jako známý starý symbol Sicílie je triskelion vyražený na syrakuských řeckých mincích, jako například mincích Agathokleových (317–289 př. n. l.). Prvními sicilskými obyvateli zmiňovanými v historických pramenech byly kmeny Sikani (řecky Sikanoi) a Sikuli (řecky Sikeloi), které daly Sicílii její dnešní jméno. Triskelion byl znovu oživen Joachimem Muratem v roce 1808 jako vhodný neoklasicistický (a nebourbonský) emblém nového napoleonského Království obojí Sicílie (vizte obrázek vlajky vlevo).
Plinius starší přisuzoval původ sicilského triskelionu trojúhelníkové formě ostrova, starým názvem Trinacria, který se skládá ze tří velkých mysů od sebe přibližně stejně vzdálených, a poukazoval přitom na jejich odpovídající směry. Jejich jména jsou Pelorus, Pachynus a Lilybæum. Zdálo by se, že Plinius nabízí pozoruhodně racionální vysvětlení — nikoliv však pro symbol, který musí být starší, než jakékoliv kartografické chápání ostrova. Zatím tedy lze triskelion spojovat s množstvím trojic a stále nově vyvstávajícími asociacemi, což je plodnější, než se na něj dívat jen jako na symbol samotný.
Tři nohy triskelionu jsou vzpomínkou na Héfaistovy trojnožky, které samy chodily. Byly zmíněny v Iliadě, kapitole XVIII, kde Thetis přichází do Héfaistova paláce (originál verše 372–376; překlad Otmar Vaňorný, vydal Jan Laichter v Praze 1942, strana 442):
| Původní řecký text | Český překlad |
| --- | --- |
| τὸν δ' εὗρ' ἱδρώοντα ἑλισσόμενον περὶ φύσας σπεύδοντα· τρίποδας γὰρ ἐείκοσι πάντας ἔτευχεν ἑστάμεναι περὶ τοῖχον ἐϋσταθέος μεγάροιο, χρύσεα δέ σφ' ὑπὸ κύκλα ἑκάστῳ πυθμένι θῆκεν, ὄφρά οἱ αὐτόματοι θεῖον δυσαίατ' ἀγῶνα ἠδ' αὖτις πρὸς δῶμα νεοίατο θαῦμα ἰδέσθαι. | Našla ho v pilné práci, jak zpocen kol měchů se toče, trojnože, celkem dvacet si uměle zhotovit hleděl, aby mu u stěn stály, kol dokola výstavné síně. Ke každé jejich noze pak připojil kolečko zlaté, aby mu do schůzí bohův i samoděk dojeti mohly, odkudž by na místo své zas jezdily — hotový zázrak. |

## Manský triskelion

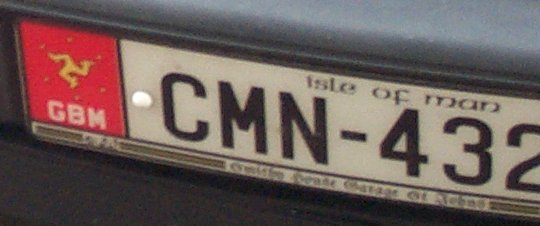
Manská poznávací značka auta, s triskelionem

V symbolu zcela keltského Ostrova Man v Irském moři jsou „tři skákající nohy“ heraldického triskelionu představeny v brnění „s ostruhami nebo zdobením (zlatým).“
Na manských bankovkách se triskelion objevuje s lemováním obsahujícím latinský nápis QUOCUNQUE JECERIS STABIT („Kamkoliv jej hodíš, stojí“), zřejmě v narážce na zákeřnou nášlapnou zbraň bezpečně mimo jakékoliv spojení s pohanstvím.[zdroj?] Jak dlouho představuje triskelion symbol Manu je předmětem sporů; podle záznamů je to přinejmenším od třináctého nebo čtrnáctého století. Triskelion je znám také jako tre cassyn v Manštině. Symbol se objevil na starobylém manském Státním meči, který asi patřil Olafu Godredsonovi, který se v roce 1226 stal králem Sudrej (Jižních Hebrid a Ostrova Man).

## Spirální triskele
Druidský symbol tří spojených spirál má pravděpodobně význam podobný asociacím spojeným s triskelionem. Spirální motiv je v Západní Evropě neolitickým symbolem: je vyřezán do kamene kosočtverečné skály poblíž vchodu pravěké lokality Newgrange v irském hrabství Meath. Protože je spojován s Kelty, používá se také jako symbol Bretaně. Podobný vztah, ale ke germánskému původu, má asi valknut.
Triskell jako tři spojené spirály, které zosobňují život, smrt a znovuzrození či koloběh života měl být symbolem druidů. Druidové si často toto znamení nechávali vytetovat na svá těla.[zdroj?]
Ve Španělsku se triskelion používá jako symbol asturijských nacionalistů. Podobný symbol zvaný lábaro kantábrijských nacionalistů lze srovnávat se čtyřvětvým lauburu ze sousední baskické kultury.

## Nacisté a rasistické skupiny

Symbol Afrikánského hnutí odporu

Nacisté převzali tento keltský symbol především jako insignii pro Waffen SS divizi složenou z („keltských“) belgických dobrovolníků. To vede ke spojení se svastikou. Ačkoliv je toto spojení sporné, je nutno říci, že podobnost se svastikou vedla během druhé světové války mezi některými židovskými utečenci na ostrově Man ke zmatku a strachu.
Jihoafrický bělošský spolek, Afrikánské hnutí odporu, používal vlajku skládající se z červeného pozadí s bílým kruhem. V kruhu jsou zformovány tři černé sedmičky vytvářející tvar vzdáleně připomínající triskelion. Na protesty poukazující na podobnost se svastikou odpovídala skupina tvrzením, že jejich vlajka je inspirována biblickým významem sedmičky.

## Jiná použití

Triskeles jako moderní keltský symbol

Triskelion jakožto keltský symbol, obvykle se skládající ze spirál, ale také „rohatý triskelion“, hraje roli v subkultuře a nových náboženských hnutích Wicca a neodruidismu.
Triskelion také přijaly jako emblém některé BDSM skupiny.
Ve druhé řadě seriálu Star Trek v epizodě Hráči z Triskelionu posádka Enterprise pozoruje a je posléze donucena ke gladiátorskému souboji na planetě zvané Triskelion. Symbol planety je seříznutý modrý trojúhelník s vepsaným žlutě stylizovaným triskelionem.
Triskelion je název užívaný pro budovu ústředí v komiksu The Ultimates ve světě Ultimate Marvel. Budova má seshora tvar tří hrotů.
Sběratelská karetní hra Magic: The Gathering má kartu zvanou Triskelion. Karta byla vytištěna dvakrát, artefaktová bytost na ní má v obou verzích tři údy, ale v žádné podobě nepřipomíná skutečný symbol.

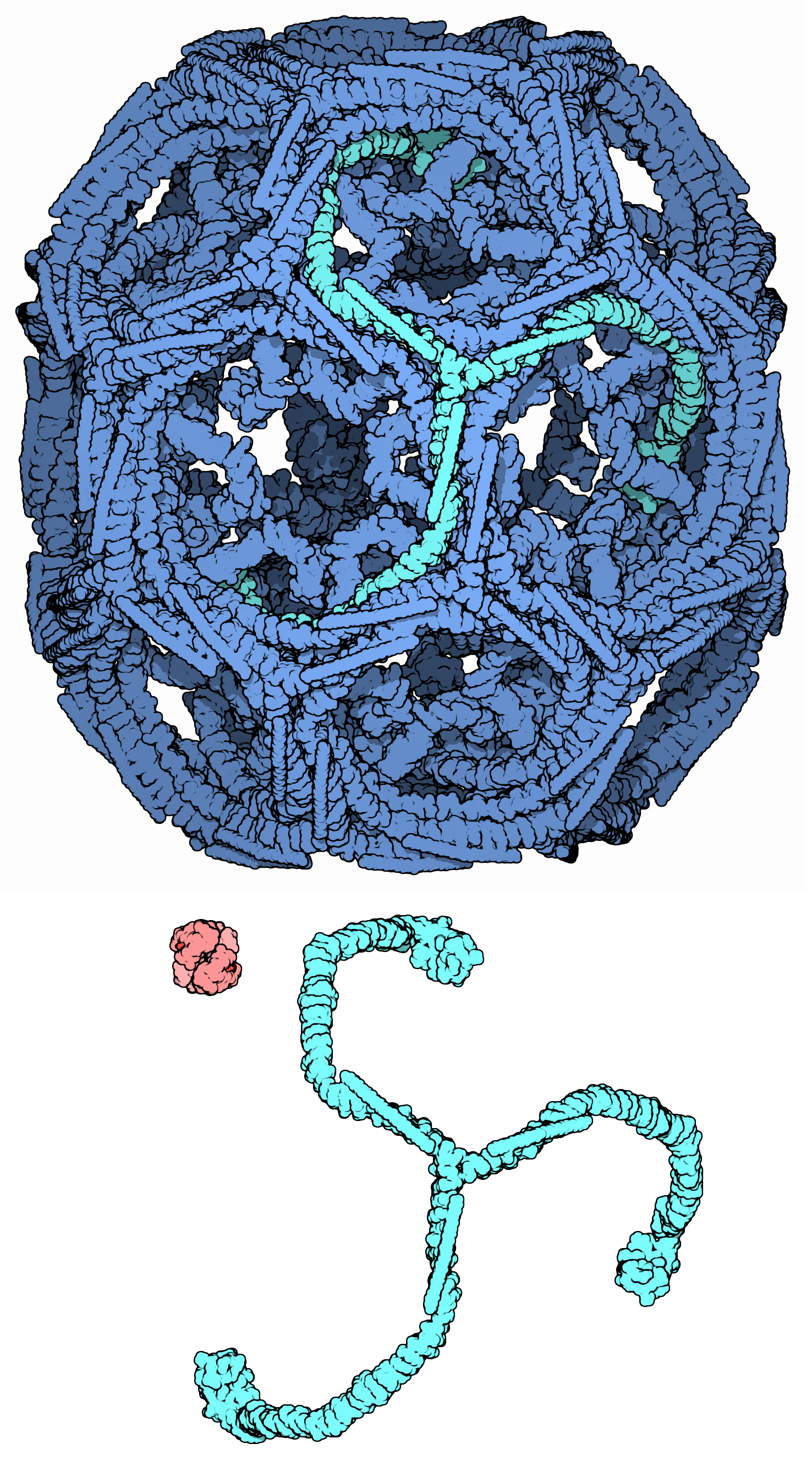
Molekula proteinu klathrinu zaujímá tvar triskelionu

Matthew Barney používal triskelion jako symbol reprezentující jeho čtvrtý film The Cremaster Cycle.
Triskelion je také pouhým dekorativním prvkem ornament výtvarného umění.